# Louis-Joseph Kerkhofs

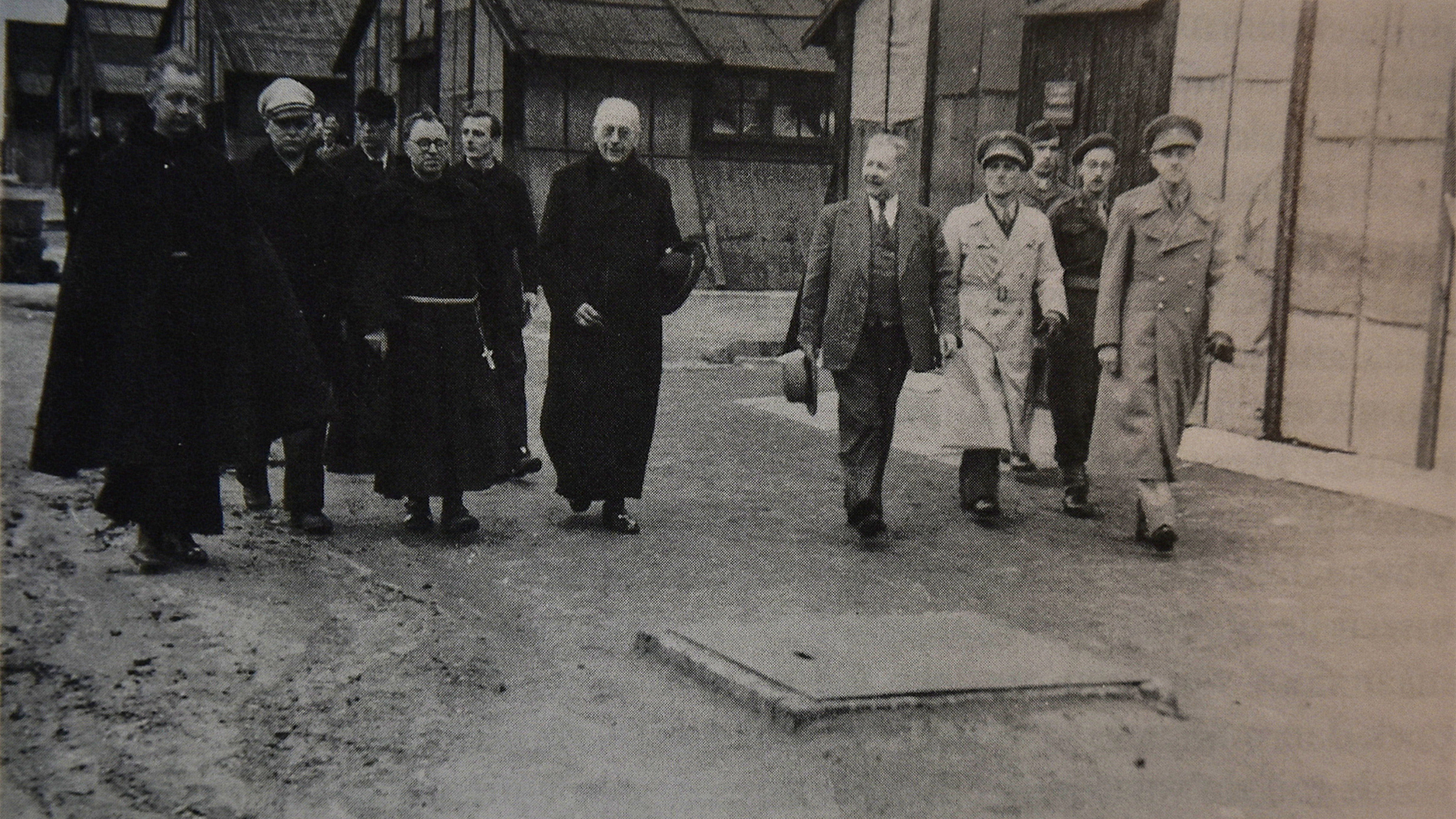
Monseigneur Kerkhofs tijdens een bezoek aan het krijgsgevangenenkamp te Zolder

Lodewijk Jozef Kerkhofs (Val-Meer, 15 februari 1878 - Luik, 31 december 1962) was de 88ste bisschop van het bisdom Luik, van 1927 tot 1961.

## Levensloop
Kerkhofs studeerde in Peer, Hasselt en Rome. Aan de Gregoriana werd hij doctor in de godgeleerdheid. 
Hij werd in Luik tot priester gewijd in 1900. In 1901 werd hij professor in de wijsbegeerte aan het kleinseminarie in Sint-Truiden. Aan het grootseminarie in Luik werd hij in 1917 professor in de dogmatiek. In 1922 werd hij directeur van dit grootseminarie.
In 1925 tot hulpbisschop van het bisdom Luik gewijd, werd hij in 1927 hij de 88ste bisschop van Luik.
In 1942 gaf Mgr. Kerkhofs toestemming tot de verering van Onze-Lieve-Vrouw van Banneux en in 1949 bevestigde hij het bovennatuurlijk karakter van de verschijningen, een erkenning die door de Congregatie van het Heilig Officie in 1952 werd bijgetreden.
In 1948 werd hij doctor honoris causa van de Katholieke Universiteit Leuven.
Op 7 december 1961 nam hij ontslag als bisschop van Luik en werd titulaire bisschop van Serre (Griekenland). Twee dagen later werd hij door mgr. Guillaume Marie van Zuylen opgevolgd als bisschop van Luik. Kerkhofs overleed een jaar later.

## Rechtvaardige onder de Volkeren
Bisschop Kerkhofs wendde zijn gezag aan bij de geestelijkheid van zijn bisdom om tijdens de Tweede Wereldoorlog Joden van deportatie te vrijwaren. 
Het gevolg was onder meer dat het klooster in Banneux onderdak verleende aan talrijke joden (300 kinderen en volwassenen). Dit gebeurde ook in andere kloosters, onder meer bij de Benedictijnen in Luik, in de kloosters van Charneux, Godsdal, het Heilig Hartklooster in Terhulpen en nog andere.  
In Juli 1942 was de bisschop persoonlijk betrokken bij het verstrekken van een veilige schuilplaats eerst aan de opperrabbijn Solomon Ullmann en vervolgens aan de cantor Joseph Lepkifker, hoofd van de Joodse gemeenschap in Luik, alsook voor zijn familie. Eerst verschafte hij onderdak in het bisschopshuis aan Joseph Lepkifker, zijn vrouw Tzivica en hun zoons Mendel en Elie. Vervolgens werd Tzivica Lepkifker overgebracht naar een klooster in Hoei waarvan de moeder overste een nicht was van de bisschop. De twee zoons werden in huis genomen bij Paul Bonhomme en bij Dr. Marcel Lambrichts. Wanneer de ouders van Lepkifker gedeporteerd werden, ging Kerkhofs mevrouw Lepkifker persoonlijk ophalen om ze over te brengen naar een klein klooster in Luik, Les Soeurs du Bon Secours, dat hij veiliger achtte. Daar verbleef ze van 1943 tot aan de Bevrijding. Tijdens zijn reddingsoperaties werkte de bisschop nauw samen met de priesters Emile Boufflette en Joseph Peeters. De Luikse advocaat Albert van den Berg en de bisschoppelijke secretaris Pierre Coune, die hem bijstonden, werden door de Gestapo gearresteerd. De houding van mgr. Kerkhofs was in gans België goed bekend.
Op 9 juli 1981 erkende Yad Vashem monseigneur Louis Kerkhofs als Rechtvaardige onder de Volkeren. In herinnering aan hem werd een boom geplant in de tuin van het Yad Vashem Memorial in Jeruzalem. Tegen de Luikse kathedraal werd een herinneringsplaat ingemetseld.